# Нілл Блумкамп
Нілл Блумкамп (англ. Neill Blomkamp; нар. 17 вересня 1979, Йоганнесбург, Південно-Африканська Республіка) — південноафриканський режисер, сценарист, продюсер, художник-аніматор; номінант на премію «Оскар» за найкращий адаптований сценарій до фільму «Дев'ятий округ».

## Біографія
Народився в Йоганнесбурзі, Південно-Африканська Республіка. 
Його шкільним другом був Шарлто Коплі, який запропонував йому роботу художником-аніматором, коли Ніллу було 16. Після переїзду в Канаду Нілл навчався в Ванкуверській кіношколі за напрямком «3D анімація та візуальні ефекти».

## Особисте життя
Одружений зі сценаристкою Террі Тетчелл. Пара виховує доньку.

## Кар'єра
Нілл розпочав кар'єру як 3D аніматор. Згодом він зацікавився створенням власних фільмів та почав пробувати себе як режисер та сценарист короткометражних стрічок. Нілл Блокман потрапив у команду Пітера Джексона та планувалося, що за його участю буде кіноадаптована гра «Halo» компанії «Microsoft». Завершити проект не вдалося, але Нілл отримав місце режисера фантастичного трилера-бойовика «Дев'ятий округ», у якому він виступив також сценаристом у співпраці зі своєю дружиною Террі Тетчелл. Їхня спільна робота над сценарієм принесла номінацію на премію «Оскар».
Після роботи над другим повнометражним фільмом «Елізіум» Нілл почав працювати над наступною стрічкою «Робот на ім'я Чаппі», сценарій до якого був написаний за два тижні.

## Фільмографія
| Рік  | Назва українською | Оригінальна назва | Режисер | Сценарист | Продюсер | Примітки                                           |
| ---- | ----------------- | ----------------- | ------- | --------- | -------- | -------------------------------------------------- |
| 2006 | Жовтий            | Yellow            | Так     | Так       | Ні       | короткометражний фільм                             |
| 2009 | Дев'ятий округ    | District 9        | Так     | Так       | Ні       | співсценаристка Террі Татчелл                      |
| 2013 | Елізіум           | Elysium           | Так     | Так       | Так      |                                                    |
| 2015 | Робот Чаппі       | Chappie           | Так     | Так       | Так      | співсценаристка Террі Татчелл                      |
| 2016 | Втеча             | The Escape        | Так     | Ні        | Ні       | короткометражний фільм                             |
| 2017 | Ракка             | Rakka             | Так     | Так       | Ні       | короткометражний фільм співсценарист Том Светерліч |
| 2021 | Демонічний        | Demonic           | Так     | Так       | Ні       |                                                    |
| 2023 | Ґран Туризмо      | Gran Turismo      | Так     | Ні        | Ні       |                                                    |
| TBA  | Вони знайшли нас  | They Found Us     | Так     | Ні        | Ні       |                                                    |